# Йохан Георг II фон Мансфелд-Айзлебен
Йохан Георг II фон Мансфелд-Айзлебен (на немски: Johann Georg II fon Mansfeld-Eisleben; * 15 май 1593; † 18 февруари 1647, замък Шраплау) е граф и господар на Мансфелд-Айзлебен.

## Биография
Той е син на граф Йобст фон Мансфелд-Айзлебен (1558 – 1619) и съпругата му Анна фон Кьониц († 1637). Внук е на граф Йохан Георг I фон Мансфелд-Айзлебен (1515 – 1579) и Катарина фон Мансфелд-Хинтерорт († 1582), дъщеря на граф Албрехт VII фон Мансфелд-Хинтерорт. Сестра му Катарина фон Мансфелд (1595 – 1620) се омъжва на 6 юни 1619 г. в Шраплау за граф Хайнрих Фолрад фон Щолберг-Вернигероде (1590 – 1641).
През 1637 г. Йохан Георг II мести резиденцията си от замък Арнщайн в замък Шраплау в Саксония-Анхалт. Той умира на 18 февруари 1647 г. на 53 години и е погребан в Мансфелд им Тал.

## Фамилия
Първи брак: на 6 май 1633 г. в Щолберг с графиня Барбара Мария фон Щолберг (* 1 декември 1596; † 21 март 1636), вдовица на граф Волфганг Георг цу Щолберг (1582 – 1631), дъщеря на граф Кристоф II фон Щолберг-Щолберг (1567 – 1638) и Хедвиг фон Регенщайн-Бланкенбург (1572 – 1634). Те имат един син:
- Хойер Кристоф II фон Мансфелд-Айзлебен (* 23 март 1636, замък Арнщайн; † 20 октомври 1653, Шраплау), следва в университета в Йена

Втори брак: на 2 ноември 1637 г. в Арнщайн с графиня Барбара Магдалена фон Мансфелд-Хинтерорт (* 12 януари 1618; † 25 декември 1696), наследничка на Шраплау, дъщеря на граф Давид фон Мансфелд-Хинтерорт (1573 – 1628) и втората му съпруга Юлиана Мария Ройс фон Гера (1598 – 1650). Те имат шест деца:
- Магдалена (* 16 август 1639; † 1 октомври 1678, Виена)
- Йохан Георг III фон Мансфелд-Айзлебен (* 12 юли 1640, Шраплау; † 1 януари 1710, дворец Мансфелд), граф и господар на Мансфелд-Айзлебен, женен на 20 октомври 1667 г. в дворец Хартенщайн за фрайин София Елеонора фон Шьонбург-Глаухау (* 16 октомври 1649; † 17 октомври 1703); II. на 1/13 декември 1704 г. в Щолберг за графиня Луиза Кристиана фон Щолберг-Щолберг (* 21 януари 1675; † 16 май 1738)
- Анна Юлиана (I) (* 9 декември 1641; † 8 март 1642)
- Барбара Мария (* 31 юли 1643; † (5/15) януари 1644)
- Йохан Гюнтер (III) (* 15 октомври 1644; † 31 октомври 1644)
- Анна Юлиана (II) (* 18 юни 1646; † 1660, Шраплау)